# Rem als Jocs Olímpics d'estiu de 1928 - Doble scull masculí
La competició del doble scull individual masculí va ser una de les set proves del programa de rem que es van disputar als Jocs Olímpics d'Estiu d'Amsterdam de 1928. La prova es va disputar entre el 3 i el 10 d'agost de 1928, amb la participació de 20 remers, procedents de 10 països diferents, ja que cada nació només podia aportar un vaixell en la prova.

## Medallistes
| Or                                            | Plata                            | Bronze                            |
| Estats UnitsPaul Costello · Charles McIlvaine | CanadàJoseph Wright · Jack Guest | ÀustriaLeo Losert · Viktor Flessl |

## Resultats
Font: Resultats oficials; De Wael

### Primera ronda
Els guanyadors passaven a la segona ronda. Els perdedors competien en la primera repesca.
| Sèrie 1 | Sèrie 1                        | Sèrie 1  | Sèrie 1 | Sèrie 1 |
| Pos.    | Remer                          | Nació    | Temps   | Notes   |
| ------- | ------------------------------ | -------- | ------- | ------- |
| 1       | Horst Hoeck Gerhard Voigt      | Alemanya | 8:02.2  | Q2      |
| 2       | André Houppelyne Achille Mengé | Bèlgica  | 8:05.6  | R1      |

| Sèrie 2 | Sèrie 2                         | Sèrie 2      | Sèrie 2 | Sèrie 2 |
| Pos.    | Remer                           | Nació        | Temps   | Notes   |
| ------- | ------------------------------- | ------------ | ------- | ------- |
| 1       | Paul Costello Charles McIlvaine | Estats Units | 7:46.8  | Q2      |
| 2       | Rudolf Bosshard Maurice Rieder  | Suïssa       | 8:02.0  | R1      |

| Sèrie 3 | Sèrie 3                   | Sèrie 3       | Sèrie 3 | Sèrie 3 |
| Pos.    | Remer                     | Nació         | Temps   | Notes   |
| ------- | ------------------------- | ------------- | ------- | ------- |
| 1       | Joseph Wright Jack Guest  | Canadà        | 7:48.2  | Q2      |
| 2       | Han Cox Constant Pieterse | Països Baixos | 7:54.8  | R1      |

| Sèrie 4 | Sèrie 4                      | Sèrie 4    | Sèrie 4 | Sèrie 4 |
| Pos.    | Remer                        | Nació      | Temps   | Notes   |
| ------- | ---------------------------- | ---------- | ------- | ------- |
| 1       | Leo Losert Viktor Flessl     | Àustria    | 7:55.8  | Q2      |
| 2       | Humphrey Boardman Denis Guye | Regne Unit | 8:00.8  | R1      |

| Sèrie 5 | Sèrie 5                       | Sèrie 5 | Sèrie 5 | Sèrie 5 |
| Pos.    | Remer                         | Nació   | Temps   | Notes   |
| ------- | ----------------------------- | ------- | ------- | ------- |
| 1       | Paul Robineau Maurice Caplain | França  | 8:03.6  | Q2      |
| 2       | Adriano Tuzi Mario Melchiori  | Itàlia  | 8:10.4  | R1      |

### Primera repesca
Els guanyadors passaven a la segona ronda, però no podien disputar una segona repesca. Els perdedors eren eliminats.
| Sèrie 1 | Sèrie 1                      | Sèrie 1       | Sèrie 1 | Sèrie 1 |
| Pos.    | Remer                        | Nació         | Temps   | Notes   |
| ------- | ---------------------------- | ------------- | ------- | ------- |
| 1       | Han Cox Constant Pieterse    | Països Baixos | 7:59.8  | Q2      |
| 2       | Adriano Tuzi Mario Melchiori | Itàlia        | 8:10.4  | elim.   |

| Sèrie 2 | Sèrie 2                        | Sèrie 2    | Sèrie 2 | Sèrie 2 |
| Pos.    | Remer                          | Nació      | Temps   | Notes   |
| ------- | ------------------------------ | ---------- | ------- | ------- |
| 1       | Humphrey Boardman Denis Guye   | Regne Unit | 7:55.8  | Q2      |
| 2       | André Houppelyne Achille Mengé | Bèlgica    | 7:56.6  | elim.   |

| Sèrie 3 | Sèrie 3                        | Sèrie 3 | Sèrie 3 | Sèrie 3 |
| Pos.    | Remer                          | Nació   | Temps   | Notes   |
| ------- | ------------------------------ | ------- | ------- | ------- |
| 1       | Rudolf Bosshard Maurice Rieder | Suïssa  | 7:52.8  | Q2      |

### Segona ronda
Els guanyadors passaven a semifinals. Els perdedors competien en la segona repesca, sempre i quan no haguessin disputat la primera. Si això passava quedaven eliminats.
| Sèrie 1 | Sèrie 1                        | Sèrie 1 | Sèrie 1 | Sèrie 1 |
| Pos.    | Remer                          | Nació   | Temps   | Notes   |
| ------- | ------------------------------ | ------- | ------- | ------- |
| 1       | Rudolf Bosshard Maurice Rieder | Suïssa  | 6:55.8  | Q3      |
| 2       | Paul Robineau Maurice Caplain  | França  | 7:01.4  | R2      |

| Sèrie 2 | Sèrie 2                         | Sèrie 2      | Sèrie 2 | Sèrie 2 |
| Pos.    | Remer                           | Nació        | Temps   | Notes   |
| ------- | ------------------------------- | ------------ | ------- | ------- |
| 1       | Paul Costello Charles McIlvaine | Estats Units | 6:48.4  | Q3      |
| 2       | Leo Losert Viktor Flessl        | Àustria      | 6:55.6  | R2      |

| Sèrie 3 | Sèrie 3                   | Sèrie 3  | Sèrie 3 | Sèrie 3 |
| Pos.    | Remer                     | Nació    | Temps   | Notes   |
| ------- | ------------------------- | -------- | ------- | ------- |
| 1       | Horst Hoeck Gerhard Voigt | Alemanya | 6:54.4  | Q3      |
| 2       | Joseph Wright Jack Guest  | Canadà   | 6:58.6  | R2      |

| Sèrie 4 | Sèrie 4                      | Sèrie 4       | Sèrie 4 | Sèrie 4 |
| Pos.    | Remer                        | Nació         | Temps   | Notes   |
| ------- | ---------------------------- | ------------- | ------- | ------- |
| 1       | Han Cox Constant Pieterse    | Països Baixos | 6:55.8  | Q3      |
| 2       | Humphrey Boardman Denis Guye | Regne Unit    | 6:59.2  | elim.   |

### Segona repesca
| Sèrie 1 | Sèrie 1                       | Sèrie 1 | Sèrie 1 | Sèrie 1 |
| Pos.    | Remer                         | Nació   | Temps   | Notes   |
| ------- | ----------------------------- | ------- | ------- | ------- |
| 1       | Joseph Wright Jack Guest      | Canadà  | 7:21.8  | Q3      |
| 2       | Paul Robineau Maurice Caplain | França  | 7:30.8  | elim.   |

| Sèrie 2 | Sèrie 2                   | Sèrie 2 | Sèrie 2 | Sèrie 2 |
| Pos.    | Remer                     | Nació   | Temps   | Notes   |
| ------- | ------------------------- | ------- | ------- | ------- |
| 1       | Leo Losert, Viktor Flessl | Àustria | 7:32.6  | Q3      |

### Quarts de final
A partir d'aquest punt, la competició es convertia en una eliminatòria pura, quedant eliminat el perdedor de la cursa.
| Sèrie 1 | Sèrie 1                         | Sèrie 1      | Sèrie 1 | Sèrie 1 |
| Pos.    | Remer                           | Nació        | Temps   | Notes   |
| ------- | ------------------------------- | ------------ | ------- | ------- |
| 1       | Paul Costello Charles McIlvaine | Estats Units | 6:43.8  | Q       |
| 2       | Rudolf Bosshard Maurice Rieder  | Suïssa       | 6:53.4  | elim.   |

| Sèrie 2 | Sèrie 2                   | Sèrie 2  | Sèrie 2 | Sèrie 2 |
| Pos.    | Remer                     | Nació    | Temps   | Notes   |
| ------- | ------------------------- | -------- | ------- | ------- |
| 1       | Joseph Wright Jack Guest  | Canadà   | 6:42.2  | Q       |
| 2       | Horst Hoeck Gerhard Voigt | Alemanya | 6:48.2  | elim.   |

| Sèrie 3 | Sèrie 3                   | Sèrie 3       | Sèrie 3 | Sèrie 3 |
| Pos.    | Remer                     | Nació         | Temps   | Notes   |
| ------- | ------------------------- | ------------- | ------- | ------- |
| 1       | Leo Losert Viktor Flessl  | Àustria       | 6:46.4  | Q       |
| 2       | Han Cox Constant Pieterse | Països Baixos | 6:52.8  | elim.   |

### Semifinals
El Canadà lliura i passa directament a la final, on es trobarà al vencedor de l'única semifinal, els Estats Units. Àustria en perdre la semifinal guanya la medalla de bronze.
| Sèrie 1 | Sèrie 1                  | Sèrie 1 | Sèrie 1 | Sèrie 1 |
| Pos.    | Remer                    | Nació   | Temps   | Notes   |
| ------- | ------------------------ | ------- | ------- | ------- |
| 1       | Joseph Wright Jack Guest | Canadà  | 6:58.0  | Q       |

| Sèrie 2 | Sèrie 2                         | Sèrie 2      | Sèrie 2 | Sèrie 2 |
| Pos.    | Remer                           | Nació        | Temps   | Notes   |
| ------- | ------------------------------- | ------------ | ------- | ------- |
| 1       | Paul Costello Charles McIlvaine | Estats Units | 6:45.2  | Q       |
| 2 ()    | Leo Losert Viktor Flessl        | Àustria      | 6:48.8  |         |

### Final
| Pos. | Remer                           | Nació        | Temps  |
| ---- | ------------------------------- | ------------ | ------ |
| 1    | Paul Costello Charles McIlvaine | Estats Units | 6:41.4 |
| 2    | Joseph Wright Jack Guest        | Canadà       | 6:51.0 |